# Лаубах
Лаубах (на немски: Laubach) е град в окръг Гисен в Среден Хесен, Германия с 9632 жители (2015). Намира се на 23 km източно от град Гисен.
Лаубах е споменат за пръв път в документ през 750 и 802 г. с името Lobach.